# Jan Milld
Jan Olov Milld, född 24 oktober 1943 i Sankt Görans församling, Stockholm, är en svensk redaktör för Blågula Frågor, författare och debattör.
Milld var tidigare organiserad i Socialdemokraterna med kortare utflykter till Vänsterpartiet och Miljöpartiet. Han var kandidat för Sverigedemokraterna till riksdagen 2002 och sedermera partisekreterare i partiet 2004–2005 men lämnade Sverigedemokraterna i juni 2005 och uppgav som skäl sitt arbete med partipolitiskt obundna gratistidningen Sverige i centrum. Från hösten 2007 och ett år framåt drev han webbradiokanalen Sveriges Fria Radio tillsammans med Carl Lundström. Milld har också skrivit i Salt. Han hade en egen kolumn i Nationaldemokraternas tidning Nationell Idag vid namn "Millt sagt", tidigare skrev Milld i SD-Kuriren under samma vinjett, men har nu uppgivit att "Min syn på SD har nu blivit alltmer kritisk – i takt med partiledningens dels utfrysnings- och uteslutningsraseri, dels politiska utslätning och pk-isering." på sin blogg.
Inför riksdagsvalet 2014 deklarerade Milld på sin hemsida att han ämnade rösta på Svenskarnas parti: "För min egen del kommer dock riksdagsrösten att gå till Svenskarnas Parti – också där som en signalröst." Sedan dess har SvP lagts ner, och inför valet 2018 deklarerade han i en video att han ämnade rösta på Alternativ för Sverige i stället.